# Bananenreifer
Als Bananenreifer wird ein Beruf der Lebensmittelbranche bezeichnet, der sich mit der Überwachung und Steuerung des Reifeprozesses von grün geernteten und verschifften Bananen im Zielland befasst. Dies geschieht z. B. durch Begasung mit Ethen. Tätig ist der Bananenreifer in Import- und Großmarktbetrieben, in Hamburg gibt es eine Ausbildungsstätte.